# Aguinaldo Ribeiro
Aguinaldo Velloso Borges Ribeiro (Campina Grande, 13 de fevereiro de 1969) é um engenheiro e político brasileiro filiado ao Progressistas. Foi eleito para seu primeiro cargo politico em 2003 para deputado estadual, posteriormente assumiu mandato na Câmara dos Deputados do Brasil em 2011, cargo que ocupa até a atualidade. Foi Ministro das Cidades do Governo Dilma Rousseff entre 2012 e 2014 e líder do Governo Michel Temer na Câmara dos Deputados entre 2017 a 2019.

## Biografia
Vem de uma família de políticos na Paraíba: seu avô, Agnaldo Veloso Borges, foi um latifundiário e político paraibano, um dos acusados de terem sido mandantes do assassinato da sindicalista rural Margarida Maria Alves, em Alagoa Grande-PB, e do líder da Liga Camponesa de Sapé-PB, João Pedro Teixeira, ocasião em que era 5° suplente de deputado estadual e assumiu a vaga após a abertura do inquérito policial e um deputado renunciar e 4 suplentes não assumirem; seu pai, Enivaldo Ribeiro, foi presidente do PP no estado e prefeito de Campina Grande de 1977 a 1983; sua mãe, Vírginia Velloso Borges, foi prefeita de Pilar, uma cidade da periferia de Campina Grande; e sua irmã, Daniella Ribeiro, é senadora. Deputado estadual da Paraíba por dois mandatos consecutivos (2003 a 2011), elegeu-se deputado federal em 2010, sendo reeleito em 2014, sempre pelo Partido Progressista (PP).
No governo Dilma, assumiu o comando do Ministério das Cidades em substituição a Mário Negromonte, do mesmo partido. Deixou a pasta em 17 de março de 2014 em uma reforma ministerial promovida pela presidente.
Foi reeleito em 2014. Na comissão especial do impeachment de Dilma Rousseff foi contra o afastamento, porém na votação em plenário votou a favor. Já durante o Governo Michel Temer, votou a favor da PEC do Teto dos Gastos Públicos.
Também era um dos parlamentares mais próximos do ex-presidente da Câmara dos Deputados Eduardo Cunha, sendo um dos poucos que esteve com o peemedebista na reunião que selou sua renúncia ao cargo. Porém, na hora da votação aberta, sucumbiu à pressão e votou pela perda do mandato de Cunha, que não o perdoou e o chamou de "covarde e hipócrita".
Membro da Igreja Batista, faz parte da bancada evangélica. Apresentou propostas para liberar recursos do Fundo de Garantia do Tempo de Serviço para financiar a construção de templos religiosos e para isentar "entidades religiosas" de pagarem a contribuição para a Previdência Social quando relacionadas a construção de templos. Nenhuma das matérias foi aprovada.
Em fevereiro de 2017, foi indicado para a função de líder do governo na Câmara pelo Presidente Michel Temer. Permaneceu pouco tempo, no mês seguinte foi substituído por André Moura. Desde março de 2017 retornou à liderança do governo no congresso.
Em abril de 2017 foi favorável à Reforma Trabalhista. Em agosto de 2017 votou contra o processo em que se pedia abertura de investigação do então presidente Michel Temer, ajudando a arquivar a denúncia do Ministério Público Federal.

## Repercussões

### Compra de Reportagens
Em 2012 foi acusado de usar parte da sua verba de gabinete para comprar reportagens favoráveis a ele produzidas por dois sites de notícias do seu Estado: pagou mensalmente mil e quinhentos reais ao site "PB Agora" e dois mil reais ao "24 Horas PB"; ambos os sites produziram dezenas de matérias elogiosas a Aguinaldo.

## Operação Lava Jato
Nos depoimentos da Operação Lava Jato, foi acusado pelo doleiro Alberto Youssef de receber pagamentos mensais para votar com o governo do PT no Congresso e citado como integrante do esquema de corrupção na delação da Odebrecht (atual Novonor).
Foi um dos nomes apontados pelo procurador-geral da República, Rodrigo Janot, como supostamente parte de uma organização criminosa que atuava na Petrobras.